# Heliodoro de Paiva
Heliodoro de Paiva (geb. um 1502 in Lissabon; gest. 21. Dezember 1552 in Coimbra) war ein portugiesischer Komponist, Philosoph und Theologe.

## Leben und Werk
Er trat in das Kloster des Heiligen Kreuzes (Santa Cruz) von Coimbra ein, ein Augustiner-Chorherrenstift der Regularkanoniker vom Heiligen Kreuz. Er ist für seine Begabung in einer Vielzahl von Disziplinen bekannt: Musik (Orgel, Viola da Gamba, Harfe, Gesang), Komposition, Sprachen (Griechisch, Latein, Hebräisch), Philosophie und Theologie.
Das überlieferte Werk von de Paiva stammt aus den Musikhandschriften des Klosters Santa Cruz in Coimbra (heute in der Bibliothek der Universität Coimbra aufbewahrt). Er komponierte Werke für Orgel, Messen, Motetten, Magnificats, ohne aber seine Werke zu signieren, was ihre Identifizierung manchmal erschwert.
Als eines seiner Hauptwerke gilt Obra a Quatro do 5º Tom.
Die Musikwissenschaftler Mário de Sampayo Ribeiro und Macário Santiago Kastner haben sich um die Herausgabe seiner Werke verdient gemacht.

## Ausgaben
- Antologia de Organistas do Século XVI: António Carreira - Heliodoro de Paiva – António de Macedo – Giulio Segni da Modena – Antonio de Cabezón (Portugaliae Musica, PM 19), transc. de Cremilde Rosado Fernandes, estudo de M. C. Kastner, Lissabon: Fundação Calouste Gulbenkian, 1998/1969 (2.ª edição) (Verlagstext)